# Бунівська сільська рада
Бунівська сільська рада — колишній орган місцевого самоврядування у Яворівському районі Львівської області. Адміністративний центр — село Бунів.

## Загальні відомості
Бунівська сільська рада утворена в 1939 році.

## Населені пункти
Сільській раді були підпорядковані населені пункти:
- с. Бунів
- с. Іваники

## Склад ради
Рада складалася з 12 депутатів та голови.

### Керівний склад попередніх скликань
| ПІБ                        | Основні відомості                                                             | Дата обрання | Дата звільнення |
| -------------------------- | ----------------------------------------------------------------------------- | ------------ | --------------- |
| Мацура Михайло Олексійович | Сільський голова, 1956 року народження, освіта незакінчена вища, безпартійний | 26.03.2006   | 31.10.2010      |
| Мацура Михайло Олексійович | Сільський голова, 1956 року народження, освіта незакінчена вища               | 31.10.2010   |                 |

Примітка: таблиця складена за даними джерела